# Drozdec
Drozdec je český rodový název ptáků čeledi drozdcovitých. Tento název se používá pro všechny příslušníky čeledi rozčleněné do deseti rodů. Český název je odvozen od slova drozd, protože některé druhy jsou svým vybarvením velmi podobní drozdům z rodu Turdus z čeledi drozdovitých (Turdidae). Ve skutečnosti jsou jejich nejbližšími příbuznými ptáci z čeledi špačkovitých (Sturnidae).

## Rody
- Allenia Cory, 1891  – 1 druh
- Cinclocerthia Gray, 1840  – 2 druhy
- Dumetella C. T. Wood, 1837  – 1 druh
- Margarops Sclater, 1859  – 1 druh
- Melanoptila Sclater, 1858  – 1 druh
- Melanotis Bonaparte, 1850  – 2 druhy
- Mimus Boie, 1826  – 14 druhů
- Oreoscoptes Baird, 1858  – 1 druh
- Ramphocinclus Lafresnaye, 1843  – 1 druh
- Toxostoma Wagler, 1831  – 10 druhů

| Český název                                              | Latinský název                                         | Obrázek | Domovina       |
| -------------------------------------------------------- | ------------------------------------------------------ | ------- | -------------- |
| drozdec antilský                                         | Allenia fusca (Statius Müller, 1776)                   |         |                |
| drozdec červenoocasý (syn. drozdec šedohnědý martinický) | Cinclocerthia gutturalis gutturalis (Lafresnaye, 1843) |         | Martinik       |
| drozdec rezavoocasý                                      | Cinclocerthia ruficauda (Gould, 1836)                  |         |                |
| drozdec šedohnědý                                        | Cinclocerthia gutturalis (Lafresnaye, 1843)            |         |                |
| drozdec černohlavý                                       | Dumetella carolinensis (Linnaeus, 1766)                |         |                |
| drozdec karibský                                         | Margarops fuscatus (Vieillot, 1808)                    |         |                |
| drozdec černý                                            | Melanoptila glabrirostris P. L. Sclater, 1858          |         |                |
| drozdec modrobílý                                        | Melanotis hypoleucus Hartlaub, 1852                    |         |                |
| drozdec modrý                                            | Melanotis caerulescens (Swainson, 1827)                |         |                |
| drozdec bahamský                                         | Mimus gundlachii Cabanis, 1855                         |         |                |
| drozdec bělobrvý                                         | Mimus saturninus (M. H. C. Lichtenstein, 1823)         |         |                |
| drozdec bělopásý                                         | Mimus triurus (Vieillot, 1818)                         |         |                |
| drozdec bělokrký                                         | Mimus parvulus (Gould, 1837)                           |         | Galapágy       |
| drozdec dlouhoocasý                                      | Mimus longicaudatus Tschudi, 1844                      |         |                |
| drozdec galapážský                                       | Mimus trifasciatus (Gould, 1837)                       |         | Galapágy       |
| drozdec hnědohřbetý                                      | Mimus dorsalis (Orbigny & Lafresnaye, 1837)            |         |                |
| drozdec chilský                                          | Mimus thenca (Molina, 1782)                            |         |                |
| drozdec mnohohlasý (syn. drozd mnohohlasý)               | Mimus polyglottos (Linnaeus, 1758)                     |         |                |
| drozdec patagonský                                       | Mimus patagonicus (d'Orbigny & Lafresnaye, 1837)       |         |                |
| drozdec sancristobalský                                  | Mimus melanotis (Gould, 1837)                          |         | Galapágy       |
| drozdec sokorský                                         | Mimus graysoni (Lawrence, 1871)                        |         | ostrov Soccoro |
| drozdec tropický (syn. drozdec plavý)                    | Mimus gilvus (Vieillot, 1808)                          |         |                |
| drozdec velkozobý                                        | Mimus macdonaldi (Ridgway, 1890)                       |         | Galapágy       |
| drozdec horský                                           | Oreoscoptes montanus (J. K. Townsend, 1837)            |         |                |
| drozdec běloprsý                                         | Ramphocinclus brachyurus (Vieillot, 1818)              |         |                |
| drozdec bledý                                            | Toxostoma lecontei Lawrence, 1851                      |         |                |
| drozdec cozumelský                                       | Toxostoma guttatum (Ridgway, 1885)                     |         | ostrov Cozumel |
| drozdec dlouhozobý                                       | Toxostoma longirostre (Lafresnaye, 1838)               |         |                |
| drozdec hnědý                                            | Toxostoma rufum (Linnaeus, 1758)                       |         |                |
| drozdec kalifornský                                      | Toxostoma redivivum (Gambel, 1845)                     |         |                |
| drozdec křivozobý                                        | Toxostoma crissale Henry, 1858                         |         |                |
| drozdec pouštní                                          | Toxostoma lecontei arenicola (Anthony, 1897)           |         |                |
| drozdec skvrnitoprsý                                     | Toxostoma curvirostre (Swainson, 1827)                 |         |                |
| drozdec sonorský                                         | Toxostoma bendirei (Coues, 1873)                       |         |                |
| drozdec šedý                                             | Toxostoma cinereum (Xántus de Vésey, 1860)             |         |                |
| drozdec tečkovaný                                        | Toxostoma ocellatum (P. L. Sclater, 1862)              |         |                |

homonymum
Jako „drozdec červenouchý“ býval uváděn bulbul červenouchý (Pycnonotus jocosus) z čeledi bulbulovitých.

## Podobné české rodové názvy
- drozd
- drozdek
- drozdík
- drozdovec